# Adelaide International 2020
L'Adelaide International 2020  è stato un torneo di tennis giocato all'aperto sul cemento. È stata la 1ª edizione del torneo, facente parte della categoria Premier nell'ambito del WTA Tour 2020 e della categoria ATP Tour 250 nell'ambito dell'ATP Tour 2020. Entrambi i tornei si sono giocati al Memorial Drive Tennis Centre di Adelaide in Australia, dall'11 al 18 gennaio 2020.

## Partecipanti ATP

### Teste di serie
1. Alex de Minaur (w/o)
2. Félix Auger-Aliassime (semifinale)
3. Andrey Rublev (campione)
4. Pablo Carreño Busta (quarti di finale)
5. Taylor Fritz (primo turno)
6. Cristian Garín (primo turno)
7. Jan-Lennard Struff (secondo turno)
8. Reilly Opelka (primo turno)

I seguenti giocatori sono passati dalle qualificazioni:

- Federico Delbonis
- Grégoire Barrère

- Tommy Paul
- Lloyd Harris

I seguenti giocatori sono entrati in tabellone come lucky loser:
- Jaume Munar
- Salvatore Caruso

- Stéphane Robert

### Ritiri
Prima del torneo
- Novak Đoković → sostituito da  Pierre-Hugues Herbert
- Lucas Pouille → sostituito da  Aleksandr Bublik

Durante il torneo
- Alex de Minaur → sostituito da  Jaume Munar
- Fernando Verdasco → sostituito da  Salvatore Caruso
- Pierre-Hugues Herbert → sostituito da  Stéphane Robert

## Partecipanti WTA

### Teste di serie
| Nazionalità | Giocatore           | Ranking* | Testa di serie |
| ----------- | ------------------- | -------- | -------------- |
| Australia   | Ashleigh Barty      | 1        | 1              |
| Romania     | Simona Halep        | 3        | 2              |
| Rep. Ceca   | Petra Kvitová       | 7        | 3              |
| Svizzera    | Belinda Bencic      | 8        | 4              |
| Paesi Bassi | Kiki Bertens        | 9        | 5              |
| Bielorussia | Aryna Sabalenka     | 11       | 6              |
| Stati Uniti | Sofia Kenin         | 14       | 7              |
| Rep. Ceca   | Markéta Vondroušová | 16       | 8              |
| Germania    | Angelique Kerber    | 18       | 9              |

* Ranking al 6 gennaio 2020.

### Altri partecipanti
Le seguenti giocatrici hanno ricevuto una wildcard per il tabellone principale:
- Belinda Bencic
- Priscilla Hon

- Aryna Sabalenka
- Ajla Tomljanović

Le seguenti giocatrici sono passate dalle qualificazioni:

- Viktorija Golubic
- Daria Kasatkina
- Bernarda Pera

- Yulia Putintseva
- Arina Rodionova
- Aliaksandra Sasnovich

Le seguenti giocatrici sono entrate in tabellone come lucky loser:
- Tímea Babos
- Vitalia Diatchenko

- Tatjana Maria

### Ritiri
Prima del torneo
- Kiki Bertens → sostituita da  Vitalia Diatchenko
- Johanna Konta → sostituita da  Anastasia Pavlyuchenkova
- Petra Kvitová → sostituita da  Tímea Babos

- Petra Martić → sostituita da  Hsieh Su-wei
- Alison Riske → sostituita da  Tatjana Maria
- Venus Williams → sostituita da  Belinda Bencic

## Punti
| Evento              | V   | F   | SF  | QF  | 2T   | 1T | Q    | Q2   | Q1   |
| Singolare femminile | 470 | 305 | 185 | 100 | 55   | 1  | 25   | 13   | 1    |
| Doppio femminile    | 470 | 305 | 185 | 100 | N.D. | 1  | N.D. | N.D. | N.D. |

## Montepremi
| Evento              | V        | F       | SF      | QF      | 2T      | 1T     | Q    | Q2     | Q1     |
| Singolare femminile | $146,500 | $78,160 | $41,675 | $22,400 | $12,000 | $6,550 | N.D. | $3,605 | $1,880 |
| Doppio femminile    | $46,000  | $24,200 | $13,200 | $6,800  | N.D.    | $3,700 | N.D. | N.D.   | N.D.   |

## Campioni

### Singolare maschile
Andrej Rublev ha battuto in finale  Lloyd Harris con il punteggio di 6-3, 6-0.
- È il quarto titolo in carriera per Rublev, il secondo della stagione.

### Singolare femminile
Ashleigh Barty ha battuto in finale  Dayana Yastremska con il punteggio di 6-2, 7-5.
- È l'ottavo titolo in carriera per Barty, il primo in stagione.

### Doppio maschile
In finale  Máximo González /  Fabrice Martin hanno battuto  Ivan Dodig /  Filip Polášek con il punteggio di 7–6(12), 6-3.

### Doppio femminile
Nicole Melichar /  Xu Yifan hanno battuto in finale  Gabriela Dabrowski  / Darija Jurak con il punteggio di 2-6, 7-5, [10-5].